# リムカゾール
リムカゾール（rimcazol）は、化学式C21H27N3で表される、有機化合物の1種である。CAS登録番号は75859-04-0。

## 薬理作用
リムカゾールはシグマ受容体の遮断薬である

。
また、リムカゾールはドパミン再取り込み阻害薬でもある

。

## 薬物相互作用
リムカゾールは、コカインの作用を減弱させることが知られている

。

## 物理化学的性質

リムカゾールの極限構造式。

リムカゾールの化学式はC21H27N3であり、モル質量は321.468 (g/mol)である

。
アミンであり、塩酸などと塩を作ることもできる

。